# Johann Adam Steinmetz
Johann Adam Steinmetz (ur. 24 września 1684 w Księginicach Wielkich, zm. 10 lipca 1762) – śląski teolog luterański, pedagog i pietysta.

## Dzieciństwo i studia
Steinmetz urodził się w księstwie brzeskim. Jego ojciec był pastorem. Zmarł, kiedy syn miał dwanaście lat. Matka-wdowa Anna Barbara przeniosła się wraz z synem do Brzegu, gdzie Johann Adam uczęszczał do gimnazjum. W wieku 20 lat rozpoczął studia na uniwersytecie w Lipsku. Podczas studiów przeżył osobiste nawrócenie. Jego ulubioną książką stały się rozważania Arndta „Vom wahren Christenthum”. Steinmetz miał zamiar pozostać we wszechnicy jako nauczyciel – swoich planów jednak nie zrealizował.

## Okres ciepłowodzki
Zapotrzebowanie na duchownych w księstwie brzeskim oraz konieczność materialnego zabezpieczenia matki sprawiły, że Steinmetz nie pozostał na uniwersytecie. Zatrudnił się najpierw w gimnazjum brzeskim, a później – od 1717 roku – był duchownym parafii w wiosce Ciepłowody. Mimo młodego wieku i niewielkiego doświadczenia w pracy kaznodziejskiej, zainicjował w wiosce ruch przebudzeniowy – nie tylko wygłaszał kazania, ale także organizował zgromadzenia modlitewne i godziny biblijne (spotkania parafian poświęcone wspólnej analizie tekstów biblijnych).
W jednym ze swoich kazań opowiadał o działającej na wybrzeżu malabarskim w południowych Indiach misji duńsko-hallskiej. Steinmetz nosił się z zamiarem opuszczenia swojej parafii i przyłączenia się do pracy wśród pogan w owej misji. Przypadkowymi słuchaczami tego kazania byli hrabia bogumiński Wenzel Ludwig Henckel von Donnersmarck oraz jego brat Erdmann Heinrich. Obydwaj bracia byli pietystami, gorliwymi zwolennikami A. H. Franckego, w dodatku zajmowali się zarządzaniem Kościołem Jezusowym w Cieszynie. W owym czasie parafia cieszyńska zatrudniała czterech księży ewangelickich – Muthmann, Hentschela, Schmidta i Klocha. We wrześniu 1719 zmarł pastor Kloch i szlachta cieszyńska szukała nowego proboszcza. Bracia Henckelowie byli Steinmetzem zachwyceni i zaproponowali mu, by jego „polem misyjnym” stał się Kościół Jezusowy w Cieszynie.
Wkrótce nadeszła oficjalna wokacja od szlachty cieszyńskiej. Steinmetz wahał się, czy ją przyjąć. Pojechał do Cieszyna, by zobaczyć, jak sytuacja przedstawia się na miejscu. Ponieważ władał tylko językiem niemieckim, stwierdził, że trzeba będzie powołać jeszcze jednego pastora, który mógłby wygłaszać kazania w którymś z języków słowiańskich. Po powrocie do Ciepłowód zastał w domu anonimowy list z ostrzeżeniem przed ogromem trudności, które czekają na niego w Cieszynie. Jak się później okazało, autorami tego pisma byli pastor Hentschel i pastor Schmidt - ideologiczni adwersarze Steinmetza. Obaj byli zwolennikami tzw. teologii ortodoksyjnej, skoncentrowanej na zagadnieniu prawowierności, w dużym stopniu pomijającej jednak praktykę życia chrześcijańskiego. Pastorzy Hentschel i Schmidt byli niewątpliwie niechętni pietyzmowi Steinmetza, a w dodatku ranił ich ambicję fakt, że na „pierwszego proboszcza” ma być powołany tak młody duchowny. Pismo nie odniosło jednak zamierzonego skutku. Pieczętując je, autorzy nieświadomie odcisnęli na nim inskrypcję zawierającą werset z Objawienia 2,10: „Nic się nie bój tego, co masz cierpieć”. Steinmetz dostrzegł w tym tekście wyraz woli Bożej i wbrew anonimowej sugestii przyjął wokację, obejmując tym samym stanowisko w Cieszynie. W dniu 9 kwietnia 1720 zatwierdził go w nowym urzędzie cesarz Karol VI.

## Okres cieszyński
W Cieszynie Steinmetz zamieszkał u pastora Jana Muthmanna, z którym dzielił przekonania i odbywał wspólne modlitwy. Duchownych połączyła serdeczna przyjaźń. Trzy lata po przybyciu Steinmetza do Cieszyna, Muthmann napisał o nim: Jest to młody mężczyzna, (...), lecz jest niepospolicie obdarowany, dlatego nam go nasz najdobrotliwszy Zbawiciel przysłał. (...) Pan jest z nim – a skutkiem tego diabeł i szeregi piekielne przeciwko niemu. 
Pastorzy Steinmetz, Muthmann i Sassadius (który przyszedł do Cieszyna wkrótce po Steinmetzu) wraz z niektórymi nauczycielami i innymi osobami pielęgnowali w Cieszynie dzieło odnowy duchowej: oprócz kazań nauczali wiernych w tzw. konwentyklach, czyli w trakcie spotkań w mniejszych grupach gromadzących się w domach prywatnych lub w zakrystii, urządzali powtarzanie kazań i katechizację. Wiara ewangelików pogłębiała się, przybywali nowi wyznawcy (znany jest przypadek nawrócenia młodej Żydówki).
Wieść o prowadzonym przez Steinmetza i jego współpracowników zwiastowaniu Słowa Bożego szybko dotarła i na pobliskie Morawy, w rejon zamieszkany przez prześladowanych i ukrywających swoją wiarę luteran. Rozpoczął się czas, kiedy podejmowali oni wyprawy do Cieszyna i brali udział w nabożeństwach odprawianych przez tamtejszych duchownych. Dawid Schneider z Suchdola nad Odrą w swoim pamiętniku tak pisze: W końcu dał Bóg jasną światłość w Cieszynie, w Kościele Łaski, gdzie Steinmetz kazawał. Tu otrzymywaliśmy Biblie... Kiedy zaś zbadaliśmy jakąś lukę w naszej wiedzy, tedy poszliśmy do Cieszyna, skąd przynieśliśmy sobie nowe posilenie i pokrzepienie. Gdy powróciliśmy do domu, to tam już wielu z nas czekało, by mieć dział w łasce, którą nam miły Bóg w swym Słowie darował.  Jednak niełatwo było pójść do Cieszyna. Hrabia Henckel napisał o tym później (1724) hrabiemu Zinzendorfowi: Rozpoczęli zupełnie nowe życie i w zastępach przychodzili do Cieszyna. Kiedy ich zwierzchność to zbadała, zakazywała im najprzód po dobrym, później pod groźbą srogich kar Cieszyn odwiedzać. Lecz tych biednych ludzi... nie można było powstrzymać,... chociaż wielu po powrocie z drogi wsadzono do strasznych więzień, byli bici i okropnie związani...  Schneider wspomina o Davidzie Nitschmannie, który był w więzieniu sznurkami tak związany aż krew przesiękła. Represje nie zmniejszyły jednak determinacji ludzi szukających możliwości słuchania kazań cieszyńskich. Wspomniany już David Nitschmann, późniejszy biskup Braci Morawskich, tak z zachwytem wspominał o rozmowie duszpasterskiej, którą prowadził z Steinmetzem w grudniu 1722: Kiedy z nim rozmawiałem, było moje serce bardzo zaspokojone objaśnieniem nauki o zasługach Zbawiciela, iż biedny grzesznik, taki, jaki jest, może doń przyjść, i będzie przyjęty. Moim braciom potem powiedziałem: »Co słyszałem i co odczułem, to nie potrafię słowami wyrazić, powinniście tam sami pójść i usłyszeć.«  Nasilające się prześladowania luteran na Morawach spowodowały ich exodus do Saksonii i powstanie na jej terenie wioski Herrnhut. Stąd wyłonił się jeden z największych ruchów misyjnych w historii chrześcijaństwa. Bracia z Herrnhut pracowali w Ameryce Północnej, Afryce Południowej, w Indiach i na innych miejscach. Bracia morawscy jednak nie zapomnieli, że do rozkwitu ich wspólnoty przyczynił się pastor Steinmetz. Hrabia Zinzendorf w swoim pamiętniku docenia go, pisząc, iż Steinmetz włożył na szyję uczniów najwspanialsze jarzmo. W metryce zgonów gminy Braci Morawskich w Bethlehem (USA) jest napisane wprost, że Steinmetz był przywódcą wielkiego przebudzenia na Morawach  (zapis z 5. 6. 1760).

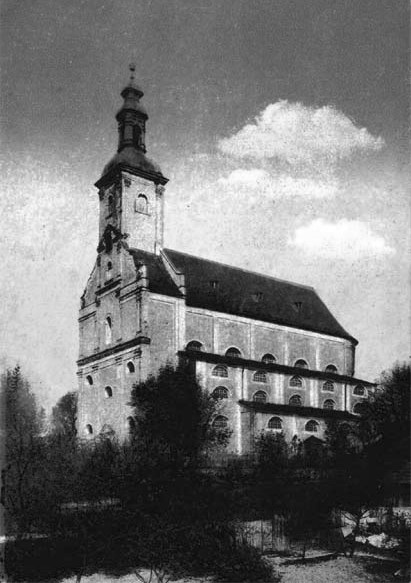
Kościół Jezusowy w Cieszynie

Wielkie dzieło przebudzenia napotykało na prześladowanie tylko na Morawach; trudności odczuwali także pastorzy-pietyści w Cieszynie. Już w kwietniu 1721 katolicki komisarz biskup Mizia oskarżył ich o szerzenie nowych nauk. Rok później poborca podatkowy Battik i dziekan katolicki Schwider doprowadzili do wydania przez nadurząd we Wrocławiu dekretu, na mocy którego zakazano prywatnych konwektykli. Te jednak ciągle się odbywały (choć tylko w zakrystii, która zdaniem pietystów nie była miejscem prywatnym), więc w 1723 roku rozpoczęto proces prawny przeciwko pastorom pietystom. Dzięki energicznemu wstawiennictwu szlachty cieszyńskiej nadurząd wrocławski wkrótce jednak proces zakończył, uniewinniając oskarżonych. W poniekąd spokojniejszej dobie zawarł Steinmetz związek małżeński. W 1724 roku ożenił się ze szlachcianką Anną Sydonią Bludowską z Dolnych Bludowic. (Interesującym jest fakt, iż ślub pastora ze szlachcianką mógł się odbyć za cesarskim pozwoleniem, na które narzeczeni musieli czekać dosyć długo.) Niestety, pani Anna zmarła rok później, urodziwszy córeczkę. Ta zmarła zaś już w 1728 roku.
W 1725 r. ewangelicy ukończyli budowę nowego obiektu szkolnego. Uroczyste otwarcie nastąpiło 5 listopada, a szkołę nazwano „Szkołą Jezusową”. Steinmetz, który był jej inspektorem, osiągnął w jej prowadzeniu znakomite sukcesy. W połowie lat dwudziestych szkoła liczyła niemal 150 uczniów, a swe dzieci przysyłali tam nawet niektórzy katoliccy rodzice. Oprócz tego pietyści nadal pielęgnowali obyczaj konwentykli i sprowadzali do kraju zakazane książki.
Przeciwnicy pietystów nie pozostawali bierni. Wymogli na władzach wydanie reskryptu, na mocy którego pastorom zakazano zapraszać do kościoła obcych kaznodziei. Przygotowywano także wznowienie procesu przeciwko pietystom. Ich przeciwnicy zwrócili się do uniwersytetu w Witenberdze, by ocenił naukę i działalność pastorów-pietystów. Uniwersytet nie dał jasnej oceny, nie dysponował bowiem wystarczającą ilością informacji. Jeden z profesorów teologii w Witenberdze imieniem Gottlieb Wernsdorf opublikował jednak wkrótce dzieło podżegające przeciwko cieszyńskim pietystom.
W swojej obronie pietyści zwrócili się do uniwersytetu w Jenie i konsystorza w Dreźnie z prośbą o świadectwo prawowierności – które to świadectwo obie instytucje wydały. Mimo to w 1726 roku wznowiono przeciwko pietystom proces prawny. Toczył się on w niekorzystnym dla nich kierunku. Wstawiennictwo szlachty nie było w stanie przeważyć ataków ze strony „ortodoksyjnych” duchownych, szczególnie Hentschela. W 1728 roku Steinmetz został internowany w swoim domu. Na przestrzeni kilku lat konflikt tak się nasilił, że przeniósł się z wrocławskiego nadurzędu do Czeskiej nadwornej kancelarii w Wiedniu i w końcu przed oblicze samego cesarza. Ten położył mu kres swoim dekretem z 31 stycznia 1730, którym rozkazał wygnać Steinmetza i jego czterech przyjaciół z terenów będących pod jurysdykcją cesarską.

## Okres bayreuthski i magdeburski
Johann Adam Steinmetz przeniósł się do Bayreuth, do miasta Neustadt an der Aisch, gdzie dzięki pomocy hrabiego Zinzendorfa uzyskał miejsce superintendenta. (Trzeba nadmienić, że wkrótce jednak rozbieżność poglądów spowodowała oziębienie wzajemnych stosunków między Steinmetzem i Zinzendorfem. Zinzendorf jednak zawsze Steinmetza czcił i koniec ich przyjaźni określił w swoim pamiętniku jako nieopisanie wielką stratę.)
W 1732 roku Johann Adam Steinmetz przeniósł się do krainy magdeburskiej, gdzie został generalnym superintendentem i opatem w Bergen (Berg). W Bergen utworzył wzorową szkołę, czerpiąc niewątpliwie z doświadczeń cieszyńskich. Jednym z uczniów szkoły był poeta niemiecki Christoph Martin Wielandt, który zachował Steinmetza we wdzięcznej pamięci.
W okresie magdeburskim Steinmetz zaznajomił się z ruchem przebudzeniowym nurtu metodystycznego w Anglii i stał się jego sympatykiem. John Wesley w swoim kazaniu wygłoszonym 21 kwietnia 1777 wspomina, iż w 1742 roku przesłał Steinmetzowi list opisujący przebudzenie w Anglii i nazywa Steinmetza mężem znanym w całej Rzeszy. Steinmetz również wiedział o wielkim przebudzeniu (Great Awakening) w Massachusetts, o którym jako pierwszy informował niemieckich pietystów, przetłumaczył także niektóre dzieła Jonathana Edwardsa i Philipa Doddridge'a. Był więc Steinmetz czynnikiem łączącym pietystów niemieckich i anglo-amerykańskich. Pisał także o misji zewnętrznej, zwłaszcza wśród Indian. Pozostawił szereg książek, zwłaszcza z zakresu teologii praktycznej.
Od roku 1757 z powodu problemów zdrowotnych Steinmetz wycofywał się ze swoich obowiązków w szkole i duszpasterstwie.

## Literatura
- Golec, Józef – Bojda, Stefania: Steinmetz Jan Adam. In: Słownik biograficzny Ziemi Cieszyńskiej. T. 1. Cieszyn 1993, s. 240.
- Matwijowski, Krystyn: Z działalności pietystów w Księstwie Cieszyńskim. Śląski Kwartalnik Historyczny Sobótka, 1962 (17), s. 165-189.
- Makula, Tadeusz: Ewangelicka Szkoła Jezusowa w Cieszynie. Cz. 2. Działalność rektora ks. Jana Adama Steinmetza. Ewangelik Pszczyński, 1997, nr 3-4, s. 20-21.
- Spratek, Daniel: Z Cieszyna aż na krańce ziemi – życie i działalność Johanna Adama Steinmetza (1684-1762). Kalendarz Ewangelicki 2004, s. 202-207.
- Spratek, Daniel: Wspomnienia. Johann Adam Steinmetz (1689-1762). Wieści Wyższobramskie (Informator Parafialny), 2021, nr 4 (203), s. 27-30. (Przedrukowano p. t. Johann Adam Steinmetz (1689-1762). Evangelický kalendář - Kalendarz Ewangelicki, 2022, s. 105-111.)
- Bernet, Claus: Johann Adam Steinmetz, in: BBKL, 22, 2003, 1307-1322.
- Stievermann, Jan: Halle pietism and its perception of the American great awakening. The example of Johann Adam Steinmetz. In: The Transatlantic world of Heinrich Melchior Mühlenberg in the eighteenth century. Halle (Saale), Verl. der Franckesche Stiftungen, 2013, s. 213-245.